# Euphrasia integriloba
Euphrasia integriloba là loài thực vật có hoa thuộc họ Cỏ chổi. Loài này được J.J.Dmitriev & N.I.Rubtzov mô tả khoa học đầu tiên năm 1964.